# 波亞納鄉 (登博維察縣)
45°11′N 25°26′E / 45.183°N 25.433°E
波亞納鄉（羅馬尼亞語：Comuna Poiana, Dâmbovița），是羅馬尼亞的鄉份，位於該國南部，由登博維察縣負責管轄，面積27平方公里，海拔高度130米，2007年人口3,750，人口密度每平方公里139人。